# Sun Yingjie
Sun Yingjie (chiń. upr. 孙英杰; chiń. trad. 孫英傑; pinyin Sūn Yīngjié; ur. 19 stycznia 1979 w Shenyangu) – chińska lekkoatletka specjalizująca się w biegach długodystansowych, uczestniczka letnich igrzysk olimpijskich w Atenach (2004).
W okresie 20.10.2005–19.10.2007 była zdyskwalifikowana za stosowanie niedozwolonych środków dopingujących.

## Sukcesy sportowe
- wielokrotna mistrzyni Chin, m.in.: dwukrotnie w biegu na 5000 metrów (2002, 2003), trzykrotnie w biegu na 10 000 metrów (2002, 2003, 2004) oraz w biegu maratońskim (1998)[1]
- czterokrotna zwyciężczyni biegu maratońskiego w Pekinie (2002, 2003, 2004, 2005)[2]

| Rok  | Miasto     | Zawody                            | Konkurencja                     | Wynik                    |
| ---- | ---------- | --------------------------------- | ------------------------------- | ------------------------ |
| 1999 | Sewilla    | Mistrzostwa świata                | bieg maratoński                 | 12. miejsce              |
| 2002 | Pusan      | Igrzyska azjatyckie               | bieg na 5000 m bieg na 10 000 m | złoty medal              |
| 2003 | Manila     | Mistrzostwa Azji                  | bieg na 5000 m bieg na 10 000 m | złoty medal              |
| 2003 | Paryż      | Mistrzostwa świata                | bieg na 10 000 m bieg na 5000 m | brązowy medal 9. miejsce |
| 2004 | Ateny      | Igrzyska olimpijskie              | bieg na 10 000 m bieg na 5000 m | 6. miejsce 8. miejsce    |
| 2004 | Nowe Delhi | Mistrzostwa świata w półmaratonie | indywidualnie                   | złoty medal              |
| 2005 | Helsinki   | Mistrzostwa świata                | bieg na 10 000 m bieg na 5000 m | 7. miejsce 11. miejsce   |

## Rekordy życiowe
- bieg na 5000 metrów – 14:40,41 – Pusan 12/10/2002
- bieg na 10 000 metrów – 30:07,20 – Paryż 23/08/2003
- półmaraton – 1:08:40 – Nowe Delhi 03/10/2004
- bieg maratoński – 2:19:39 – Pekin 19/10/2003